# Colour Index International

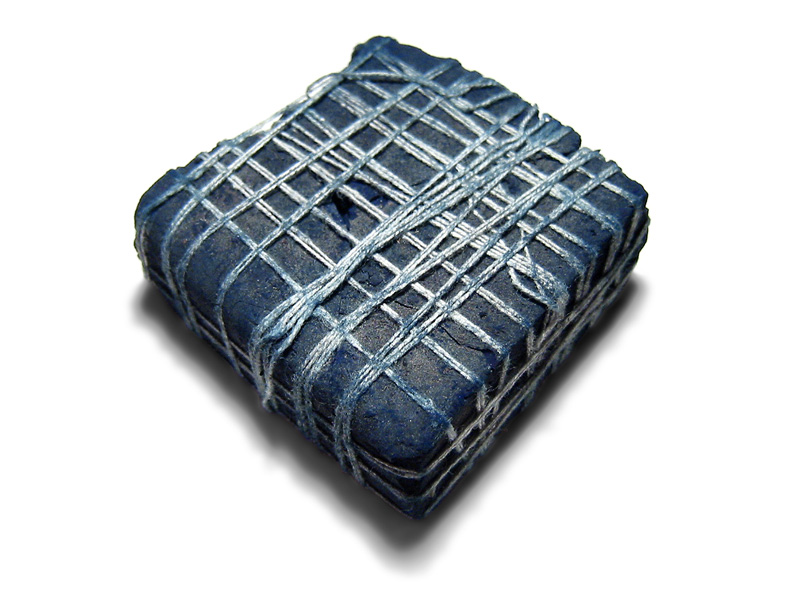
Desde el punto de vista de consumidores y productores, la existencia de una clasificación estándar de colorantes permite que no existan duplicidades en la denominación de algunos pigmentos históricos.

El Colour Index International (en castellano Índice Internacional del Color) es una base de datos de referencia mantenida conjuntamente por la Society of Dyers and Colourists y la American Association of Textile Chemists and Colorists.
Fue impresa por primera vez en el año 1925 siendo actualmente publicada en la web. El índice sirve como una referencia para los empresarios manufactureros de colorantes, así como una fuente de información para consumidores, que pueden ir desde simples ciudadanos preocupados por su salud, hasta profesionales de la pintura y artistas y decoradores. Su publicación es extremadamente valiosa para la industria de los colorantes. 

## Características
Las substancias colorantes (por igual colorantes y pigmentos) se listan en esta base de datos mediante un índice que se representa en forma de número natural. Este código se referencia en la literatura como: Colour Index Generic Names y también como Colour Index Constitution Numbers. La codificación se compone de dos partes:
1. el 'Nombre genérico' es una denominación industrial como por ejemplo C. I. pigmento azul 60. Esta denominación es variada para cada colorante
2. el 'Número de constitución' un número entero único que determina la estructura molecular del colorante.

Estos números se prefijan en algunos países como C.I. o CI, por ejemplo, CI 15510. Una lista detallada de colorantes se lista en tablas denominadas como Colour Index reference. Para cada entrada de colorante en el Colour Index International se indica una serie de manufactores, forma física del producto, usos principales, indicaciones genéricas a los potenciales consumidores. Desde el punto de vista de consumidores, la existencia de una clasificación estándar de colorantes permite que no existan duplicidades en la denominación de algunos pigmentos históricos. 

## Números de colorantes
El índice de colores se agrupa por rangos de acuerdo con tipologías que obedecen a estructuras químicas. Se puede ver que casi las dos terceras partes de colorantes orgánicos en la lista corresponden a colorantes azoderivados. siendo los siguientes en cantidad las antraquinonas (un 15%). 
| Estructura            | Rango       | Categoría                              |
| --------------------- | ----------- | -------------------------------------- |
| Nitroso               | 10000-10299 |                                        |
| Nitro                 | 10300-10999 |                                        |
| Monoazoderivados      | 11000-19999 | Categoría:Colorantes azoderivados      |
| Diazoderivados        | 20000-29999 | Categoría:Colorantes azoderivados      |
| Estilbeno             | 40000-40799 |                                        |
| Diarilmetano          | 41000-41999 | Categoría:Colorantes del diarilmetano  |
| Triarilmetano         | 42000-44999 | Categoría:Colorantes del triarilmetano |
| Xantenos              | 45000-45999 |                                        |
| Acridina              | 46000-46999 | Categoría:Colorantes de la acridina    |
| Quinolina             | 47000-47999 | Categoría:Colorantes de la quinolina   |
| Metino                | 48000-48999 |                                        |
| Tiazol                | 49000-49399 | Categoría:Colorantes del tiazol        |
| Indamina              | 49400-49699 |                                        |
| Indofenol             | 49700-49999 | Categoría:Colorantes del indofenol     |
| Azina                 | 50000-50999 | Categoría:Colorantes de azina          |
| Oxazina               | 51000-51999 | Categoría:Colorantes de oxacina        |
| Tiazina               | 52000-52999 | Categoría:Colorantes de tiazina        |
| Aminocetona           | 56000-56999 |                                        |
| Antraquinonas         | 58000-72999 | Categoría:Antraquinonas                |
| Indigoides            | 73000-73999 |                                        |
| Ftalocianina          | 74000-74999 | Categoría:Ftalocianinas                |
| Pigmentos inorgánicos | 77000-77999 | Categoría:Pigmentos inorgánicos        |